# Microallomyces
Microallomyces är ett släkte av svampar. Microallomyces ingår i familjen Blastocladiaceae, ordningen Blastocladiales, klassen Blastocladiomycetes, divisionen Blastocladiomycota och riket svampar.
|                | Blastocladia                                 |
|                |                                              |
|                | Allomyces                                    |
|                |                                              |
|                | Blastocladiella                              |
|                |                                              |
| Microallomyces | \| \| Microallomyces dendroideus \| \| \| \| |
|                | \| \| Microallomyces dendroideus \| \| \| \| |
|                | Blastocladiopsis                             |
|                |                                              |
|                | Microallomyces dendroideus                   |
|                |                                              |

|  | Microallomyces dendroideus |
|  |                            |